# 친핵성 방향족 치환
친핵성 방향족 치환(親核性 芳香族 置換, 영어: nucleophilic aromatic substitution)은 방향족 고리(aromatic ring)에 붙어있는 원자가 친핵체(nucleophile)에 의해 치환(substitution)되는 유기 반응(organic reaction)이다. 

## 같이 보기
- 친전자성 방향족 치환
- 친핵체
- 치환 반응
- SN1 반응
- SN2 반응